# Antônio Silvestre
Antônio Carlos Silvestre (* 17. April 1961 in Ponta Grossa) ist ein ehemaliger brasilianischer Radrennfahrer.

## Sportliche Laufbahn
Silvestre war im Bahnradsport und im Straßenradsport aktiv. Er war Teilnehmer der Olympischen Sommerspiele 1980 in Moskau. In der Mannschaftsverfolgung wurde Brasilien mit Hans Fischer, José Carlos de Lima, Fernando Louro und Antônio Silvestre auf dem 11. Rang klassiert. In der Einerverfolgung kam er auf den 13. Rang.
1988 startete er bei den Spielen in Seoul. In der Einerverfolgung und in der Mannschaftsverfolgung schied er in der Qualifikation aus.
Bei den Panamerikanischen Meisterschaften 1980 wurde er im Punktefahren und in der Mannschaftsverfolgung jeweils Zweiter. 1981 gewann er die Meisterschaft in der Einerverfolgung und wurde erneut Zweiter im Punktefahren. 1988 wurde er Zweiter in der Einerverfolgung.
Bei den Panamerikanischen Spielen 1980 gewann er die Silbermedaille in der Mannschaftsverfolgung und 1987 die Bronzemedaille ebenfalls in der Mannschaftsverfolgung.
Im Straßenradsport holte er 1982 den Gesamtsieg in der Vuelta Ciclista a Navarra. 1985 war er im Prolog des Rennens Cinturón Ciclista Internacional a Mallorca erfolgreich. 1987 gewann er das Eintagesrennen Prova Ciclistica 9 de Julho. In der Volta Ciclista Internacional do Brasil 1988 wurde er Zweiter hinter Jose Prada.